# (128036) Рафаэльнадаль
(128036) Рафаэльнадаль (исп. Rafaelnadal) — астероид главного пояса. Он был открыт 28 мая 2003 года группой в обсерватории Мальорки. Астероид назван в честь знаменитого испанского теннисиста Рафаэля Надаля. Причём это не первый случай присуждения астероиду имени профессионального игрока в теннис (первым стал астероид (12542) Лейвер).
|  |